# Salobral-Gascones
Salobral-Gascones es un lugar de la comarca del Jiloca, en la provincia de Teruel, España.
Está situado en el municipio de Calamocha.
En 1980 tenía 74 habitantes. Actualmente está despoblado. 

## Geografía
Salobral-Gascones se encuentra situado a 874 metros de altura sobre el nivel de la mar, a una distancia de 4 km de Calamocha, la capital de su municipio.

## Toponimia
Toma su nombre de un paraje del término municipal de Calamocha llamado Salobral y de un despoblado medieval que figura en el "Libro Bermejo del Archivo Colegial de Daroca" latinizado como Villargasconem:

Clerici et ecclesia Sancti Petri habent Olalla, Pelarda, Fuentesclaras, Villargasconem, Lectago, Luco, Tramasaquas, Salze, Villalpardo, Torralva del Senyor, Badules, Tordenigris, Ferrera.

Salobral hace referencia al terreno salino y es una palabra ya documentada en el latín medieval escrito en el siglo XI en Aragón como salobrar. Gascones es un topónimo que hace referencia a la repoblación medieval de Aragón en la que participaron gascones u occitanos en general.